# Vuelo 406 de South African Airways
El vuelo 406 de South African Airways fue un vuelo regular de pasajeros efectuado el 13 de marzo de 1967 que cayó al mar durante su aproximación a East London, Sudáfrica. Los veinticinco pasajeros y tripulantes que viajaban a bordo murieron. El piloto del aparato sufrió un ataque al corazón durante la aproximación y el copiloto fue incapaz de retomar el control.